# European Open

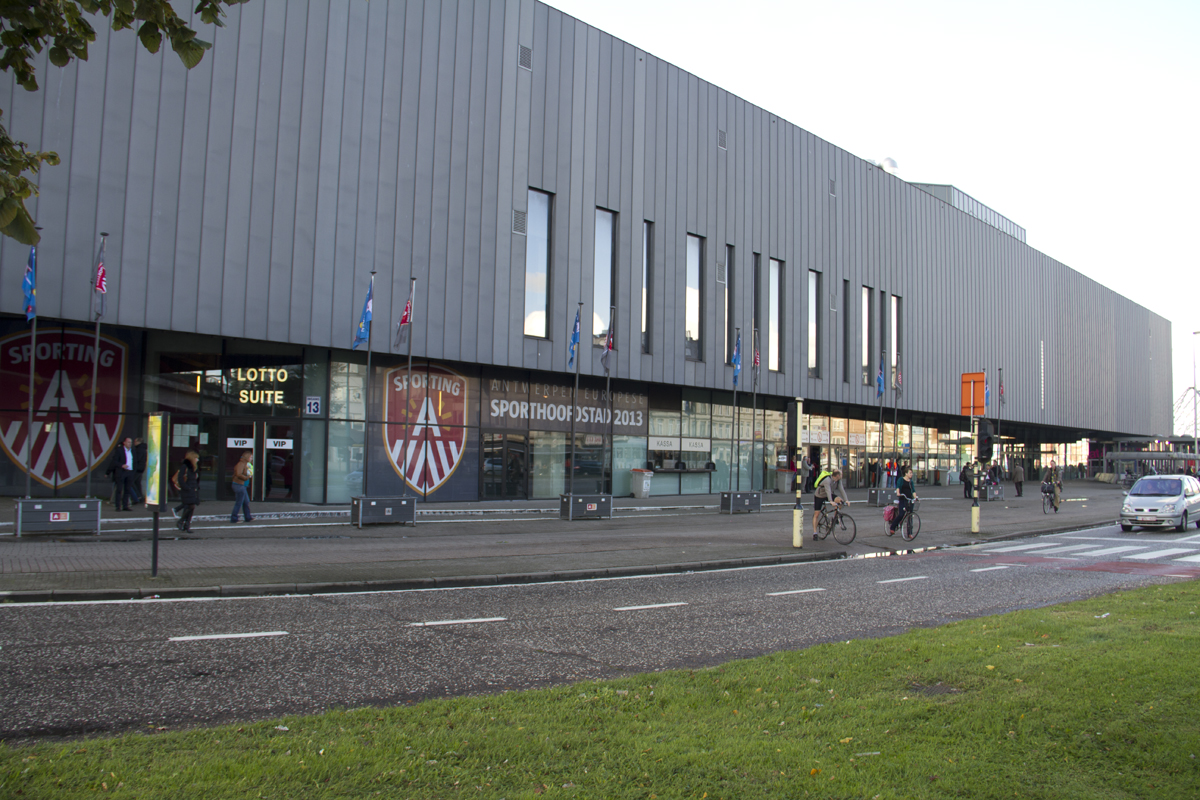
Imatge exterior del complex Lotto Arena, seu de la competició.

El Torneig d'Anvers, conegut oficialment com a European Open, és un torneig de tennis professional que es disputa anualment sobre pista dura al Lotto Arena d'Anvers, Bèlgica. Pertany a les sèries 250 del circuit ATP masculí i es disputa al mes d'octubre.
El torneig es va crear l'any 2016 en substitució del torneig de València.

## Palmarès

### Individual masculí
| Any  | Campió                | Finalista         | Resultat            |
| ---- | --------------------- | ----------------- | ------------------- |
| 2024 | Roberto Bautista Agut | Jiří Lehečka      | 7−5, 6−1            |
| 2023 | Alexander Bublik      | Arthur Fils       | 6−4, 6−4            |
| 2022 | Félix Auger-Aliassime | Sebastian Korda   | 6−3, 6−4            |
| 2021 | Jannik Sinner         | Diego Schwartzman | 6−2, 6−2            |
| 2020 | Ugo Humbert           | Alex de Minaur    | 6−1, 7−6(4)         |
| 2019 | Andy Murray           | Stan Wawrinka     | 3−6, 6−4, 6−4       |
| 2018 | Kyle Edmund           | Gaël Monfils      | 3−6, 7−6(2), 7−6(4) |
| 2017 | Jo-Wilfried Tsonga    | Diego Schwartzman | 6−3, 7−5            |
| 2016 | Richard Gasquet       | Diego Schwartzman | 7−6(4), 6−1         |

### Dobles masculins
| Any  | Campions                                  | Finalistes                           | Resultat            |
| ---- | ----------------------------------------- | ------------------------------------ | ------------------- |
| 2024 | Alexander Erler Lucas Miedler             | Robert Galloway Aleksandr Nedovyesov | 6−4, 1−6, [10−8]    |
| 2023 | Petros Tsitsipas Stéfanos Tsitsipàs       | Ariel Behar Adam Pavlásek            | 6−7(5), 6−4, [10−8] |
| 2022 | Tallon Griekspoor Botic van de Zandschulp | Rohan Bopanna Matwé Middelkoop       | 3−6, 6−3, [10−5]    |
| 2021 | Nicolas Mahut Fabrice Martin              | Wesley Koolhof Jean-Julien Rojer     | 6−0, 6−1            |
| 2020 | John Peers Michael Venus                  | Rohan Bopanna Matwé Middelkoop       | 6−3, 6−4            |
| 2019 | Kevin Krawietz Andreas Mies               | Rajeev Ram Joe Salisbury             | 7−6(1), 6−3         |
| 2018 | Nicolas Mahut Édouard Roger-Vasselin      | Marcelo Demoliner Santiago González  | 6−4, 7−5            |
| 2017 | Scott Lipsky Divij Sharan                 | Santiago González Julio Peralta      | 6−4, 2−6, [10−5]    |
| 2016 | Daniel Nestor Édouard Roger-Vasselin      | Pierre-Hugues Herbert Nicolas Mahut  | 6−4, 6−4            |